# Вільховець (струмок)
Вільховець — струмок в Україні, у Кіцманському  районі Чернівецької області, ліва притока Совиці (басейн Дунаю).

## Опис
Довжина струмка приблизно 7 км. Формується з багатьох безіменних струмків.

## Розташування
Бере початок на південному сході від Ошихліби. Тече переважно на південний захід і в селі Шипинці впадає у річку Совицю, ліву притоку Пруту.